# Peace Sells... But Who's Buying?
Peace Sells... But Who's Buying? is het tweede studioalbum van de Amerikaanse thrashmetal band Megadeth. Peace Sells ... But Who's Buying werd in september 1986 uitgebracht door Capitol Records en werd een succes voor de band.

## Voorgeschiedenis tot Peace Sells
Megadeth had in 1985 haar debuutalbum Killing Is My Business... and Business Is Good! uitgebracht bij Combat Records. Het album werd, door een matige productie slecht ontvangen, maar toch ging de band voor het eerst op tournee. Tijdens deze tournee schreef gitarist en bandleider Dave Mustaine het materiaal voor een tweede album (hoewel nummers als Devil's Island al eerder live gespeeld waren, maar niet op het debuutalbum terecht waren gekomen). Dit album werd in het begin opnieuw geproduceerd bij Combat Records, maar problemen tussen Megadeth en het label over de kosten en de productie leidden ertoe dat Megadeth overstapte naar het grote muzieklabel Capitol Records, die Peace Sells... But Who's Buying uitbracht. Het album werd door fans en critici zeer gewaardeerd, en ook Lars Ulrich, drummer van Metallica, heeft aangegeven Peace Sells een heel goed album te vinden.

## Tracks
Al het materiaal voor Peace Sells ... But Who's Buying? is geschreven door Dave Mustaine, behalve daar waar anders vermeld.

| Nr. | Titel                      | Schrijver(s) | Duur |
| --- | -------------------------- | ------------ | ---- |
| 1.  | Wake Up Dead               |              | 3:37 |
| 2.  | The Conjuring              |              | 5:02 |
| 3.  | Peace Sells                |              | 4:02 |
| 4.  | Devils Island              |              | 5:05 |
| 5.  | Good Mourning/Black Friday |              | 6:40 |
| 6.  | Bad Omen                   |              | 4:03 |
| 7.  | I Ain't Superstitious      | Willie Dixon | 2:45 |
| 8.  | My Last Words              |              | 4:55 |

## Bezetting
- Dave Mustaine - zang en gitaar
- David Ellefson - basgitaar en achtergrondzang
- Chris Poland - gitaar
- Gar Samuelson - drums

Killing Is My Business... and Business Is Good! ·
Peace Sells... But Who's Buying? ·
So far, so good... so what! ·
Rust in Peace ·
Countdown to Extinction ·
Youthanasia ·
Cryptic Writings ·
Risk ·
The World Needs a Hero ·
The System Has Failed ·
United Abominations ·
Endgame ·
Th1rt3en ·
Super Collider ·
Dystopia ·